# سدیم پرتکنتات
سدیم پرتکنتات (به انگلیسی: Sodium pertechnetate) با فرمول شیمیایی NaTcO۴ یک ترکیب شیمیایی است. که جرم مولی آن ۱۶۹٫۸۹ g/mol می‌باشد. شکل ظاهری این ترکیب، جامد سفید یا کم رنگ و صورتی است.